# Je voudrais qu'on m'efface (série télévisée)
Je voudrais qu’on m’efface est une série numérique québécoise adaptée du roman du même nom d'Anaïs Barbeau-Lavalette publié en 2010. Éric Piccoli réalise cette adaptation, en plus de la co-scénariser avec Florence Lafond.
La série est sortie le 10 mars 2021 sur la plateforme de visionnement ICI TOU.TV.

## Synopsis
La série est une adaptation « très libre » du roman Je voudrais qu'on m'efface d'Anaïs Barbeau-Lavalette, dont l'action est transposée d'Hochelaga-Maisonneuve à Saint-Michel, à Montréal.

## Fiche technique

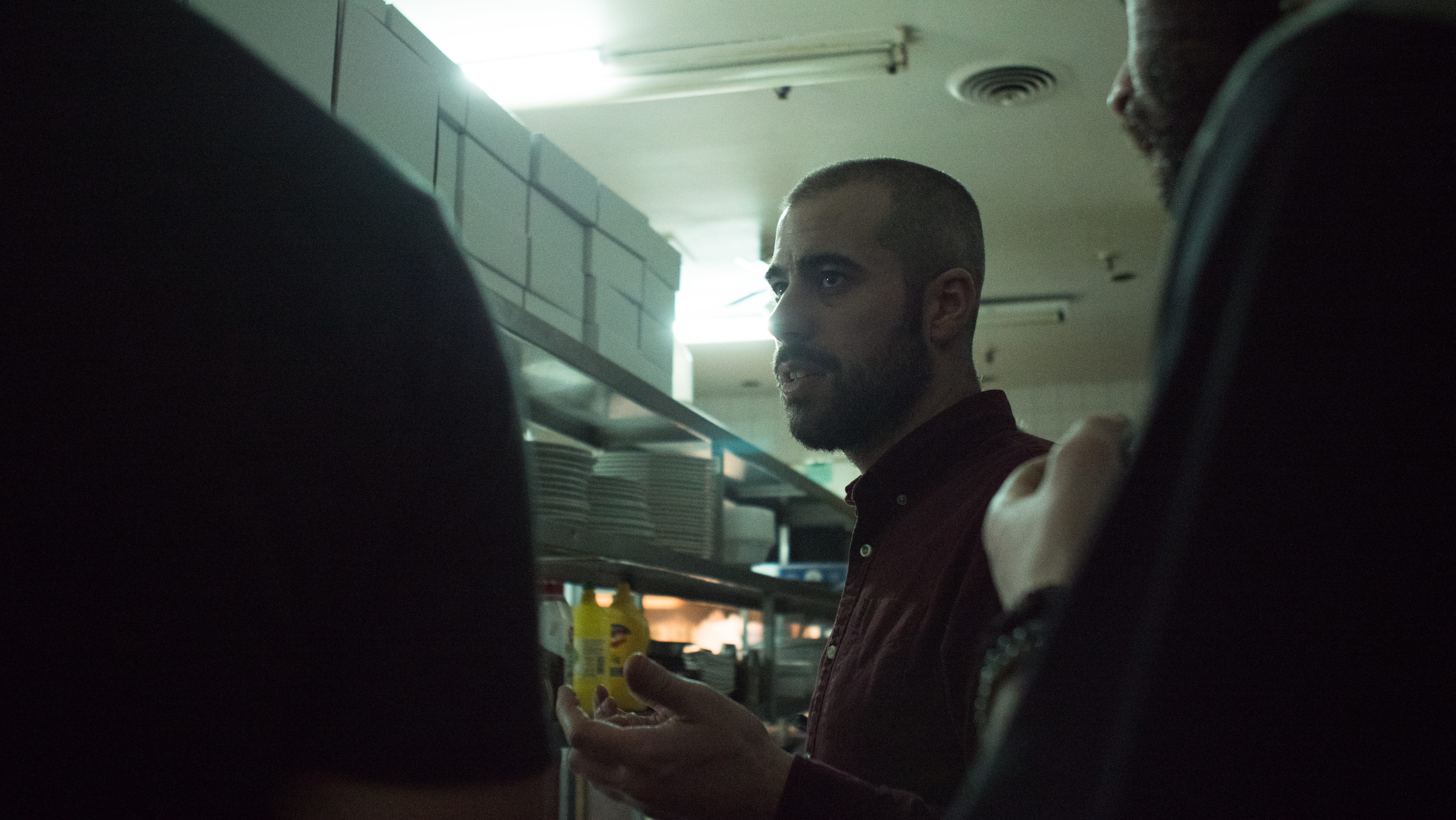
Éric Piccoli sur le plateau de la série Je voudrais qu'on m'efface, février 2020

- Production : Philippe-A. Allard, Marco Frascarelli, Mathieu Paiement, Éric Piccoli
- Réalisation, créateur : Éric Piccoli
- Scénario : Florence Lafond et Éric Piccoli
- Histoire originale : Anaïs Barbeau-Lavalette, Je voudrais qu'on m'efface
- Musique : Joseph Mihalcean (Joseph Marchand) et Kroy
- Premier assistant réalisateur : Benoit Marquette
- Direction de la photographie : Philippe St-Gelais
- Direction artistique : Fanny Gauthier
- Cheffe au maquillage et à la coiffure : Marianne Pelletier
- Créatrice des costumes : Perle Lefebvre
- Preneurs de son : Thierry Bourgault D’Amico et Marc-André Labonté
- Monteur sonore : Thierry Bourgault D’Amico
- Mixeur sonore : Michael Binette
- Monteurs : Justin Richard Dostie et Eric Piccoli
- Coloriste : Vickie-Lynn Roy
- Coach de jeu pour les enfants : Félixe Ross
- Distributrice des rôles : Marie-Charlotte Aubin

## Distribution
La série est produite par Babel films pour la Société Radio-Canada. Les personnages principaux sont joués par trois jeunes acteurs québécois : Sarah-Maxine Racicot, Charlee-Ann Paul et Malik Gervais Aubourg qui tiennent respectivement les de Karine, Mélissa et Eddy. Schelby Jean-Baptiste, Julie Perreault et Jean-Nicolas Verreault sont aussi de la distribution,.

## Distinctions
Au Québec, la série nommée dans 8 catégories au gala des prix Gémeaux et récolte quatre trophées dans les catégories meilleur texte, meilleure réalisation, meilleure interprétation masculine dans une websérie dramatique pour Jean-Nicolas Verreault, ainsi que meilleure websérie dramatique. Malik Gervais-Aubourg remporte quant à lui le Prix Dior de la Révélation à Canneseries.

## Critiques
Les critiques parlent d'une série « coup-de-poing », voire « crue ».
Pierre Langlais et Marianne Levy de Télérama reprochent la façon « un peu systématique » de dépeindre la misère sociale et la violence. André Lavoie du Devoir souligne que le résultat de l'adaptation est « à la fois proche (dans l’esprit et les ambiances) et très éloigné (sur le plan du métissage des personnages) de l’œuvre originale ».
La série est « mommée et saluée dans plusieurs festivals internationaux ».